# ألكسندر مولدوفان
ألكسندرو مولدوفان (بالرومانية: Alexandru Moldovan)‏ (مواليد 23 أغسطس 1950 في أوسنا موريش) لاعب كرة قدم روماني معتزل كان يجيد اللعب في خط الوسط وحاليا مدرب كرة قدم.

## المسيرة

### لاعبا
لعب مولدوفان لفرق دينامو بوخارست وبيهور أوراديا ويول بيتروشاني وبروغريسول بوخارست وفيكتوريا بوخارست وميتالورغيستول كوغير وأونيريا ألبا يوليا خلال الفترة من 1970 إلى 1985 حتى اعتزاله.
خلال مسيرته الكروية فاز مولدوفان بأربعة ألقاب دوري في ثماني سنوات مع دينامو بوخارست.

### مدربا
درب مولدوفان عدد من الفرق في وطنه رومانيا بما في ذلك على الأخص دينامو بوخارست في موسم 1992-1993. خسر فريقه 2-0 في مجموع المباراتين من الفائز في نهاية المطاف أولمبيك مارسيليا في الدور التمهيدي الثاني من دوري أبطال أوروبا في عام 1993. في العام نفسه غادر رومانيا لتدريب أندية في الكويت وتونس والمغرب والجزائر والبحرين والسعودية ومصر.
قضى مولدوفان ثلاث فترات ناجحة مدربا لنادي الرجاء الرياضي. في الفترة الأولى فاز الرجاء بلقب البطولة الوطنية المغربية في عام 1997. في الفترة الثانية أقيل من تدريب الرجاء بشكل مستغرب في موسم 2001-02 على الرغم من تصدره جدول التدريب بفارق سبع نقاط بسبب أن المسؤولون لا يرون أن الفريق يلعب كرة القدم بطريقة جذابة فتم استبداله بمدرب آخر وحل الفريق ثالثا في نهاية الموسم. خلال الفترة الثالثة فاز مولدوفان بكأس العرش المغربي لكرة القدم وقاد الرجاء إلى الدور نصف النهائي في دوري أبطال أفريقيا عام 2005 عندما خسر 2-0 في مجموع المباراتين من النجم الرياضي الساحلي التونسي وتمت الاستعاضة عنه بأوسكار فولوني في ديسمبر 2005.

## الإنجازات

### لاعبا

#### دينامو بوخارست
- الدرجة الأولى (4): 1970-71، 1972-73، 1974-75، 1976-77

### مدربا

#### الأولمبي الباجي
- كأس السوبر (1): 1995

#### الرجاء
- الدرجة الأولى (1): 1996-97
- كأس العرش (1): 2005

#### السالمية
- الدوري (1): 1998

## روابط خارجية
- ألكسندر مولدوفان على موقع قاعدة بيانات كرة القدم.إي يو (الإنجليزية)
- ألكسندر مولدوفان على موقع عالم كرة القدم.نت (الإنجليزية)